# Chaeryŏng-gang
Der Chaeryŏng-gang (koreanisch 재령강) ist ein linker Nebenfluss des Taedong-gang in Nordkorea.
Der Chaeryŏng-gang ist der größte Nebenfluss des Taedong-gang. Er verläuft in der Provinz Hwanghae-namdo im Südwesten von Nordkorea. Er fließt in überwiegend nördlicher Richtung, passiert die gleichnamige Stadt Chaeryŏng im gleichnamigen Verwaltungsbezirk Chaeryŏng-gun und trifft auf den Taedong-gang kurz vor dessen Mündung in das Gelbe Meer. Der Chaeryŏng-gang hat eine Länge von etwa 120 km. Sein Einzugsgebiet umfasst ca. 3600 km². 